# Валерій Казаїшвілі
Валерій Казаїшвілі (груз. ვაკო ყაზაიშვილი, нар. 29 січня 1993, Озургеті) — грузинський футболіст, нападник клубу «Сан-Хосе Ерсквейкс».
Виступав, зокрема, за клуб «Вітесс», а також національну збірну Грузії.

## Клубна кар'єра

### Грузія та Нідерланди
Народився 29 січня 1993 року в місті Озургеті. Вихованець футбольної школи «Сабуртало», яка знаходиться в районі Ваке-Сабуртало міста Тбілісі. Був відданий в клуб «Олімпі», в складі якого 2010 року й дебютував у Лізі Умаглесі. В складі цього клубу зіграв 9 поєдинків та відзначився 1 голом. Наприкінці 2010 року орендна угода з «Олімпі» завершилася, в лютому 2011 року був відданий в оренду до іншого клубу, «Сіоні».
9 серпня 2011 року підписав 3-річний (з можливістю продовження ще на один рік) контракт з нідерландським клубом «Вітесс» У січні того ж року протягом тижня був на перегляді в клубі.
Після успішних виступів за молодіжну команду «Вітесса», 27 листопада 2011 року Казаїшвілі дебютував в основному складі головної команди «Вітесса» в гостьовому матчі проти ФК «Твенте». Тиждень по тому, Казаїшвілі відзначився першим голом у футболці нідерландського клубу і переможному (4:0) матчі проти «Валвейк», Валерій відзначився на 21-ій хвилині та встановив рахунок 2:0. У грудні 2013 року Казаїшвілі був названий Грузинським футбольним талантом 2013 року. 31 березня 2014 року стало відомо, що контракт Казаїшвілі з «Вітессом» було продовжено до 2015 року. 22 травня керівництво «Вітесса» заявило, що бачить Казаїшвілі через певний час гравцем основи. Проте грузин відмовився ставити свій підпис під новим довгостроковим контрактом, до літа 2018 року. «Ми бачимо у Вако футбольний талант. Ми задоволені його довгостроковим процесом зростання й запропонували йому довгостроковий контракт з Вітессом», — заявив технічний директор клубу в інтерв'ю на сайті клубу.

### Оренда в «Легію»
30 серпня 2016 року приєднався до складу клубу «Легія» на правах річної оренди. 14 вересня 2016 року дебютував за команду в програному (0:6) домашньому матчі Ліги чемпіонів УЄФА 2016/17 проти «Боруссії» (Дортмунд). 1 жовтня 2016 року Казаїшвілі дебютував у матчах внутрішньої першості за «Легію» в переможному (3:0) домашньому матчі національного чемпіонату проти «Лехії» (Гданськ), замінивши Гільєрме на 76-ій хвилині. Відтоді встиг відіграти за команду з Варшави 8 матчів в національному чемпіонаті.

## Виступи за збірні
2009 року дебютував у складі юнацької збірної Грузії, взяв участь у 12 іграх на юнацькому рівні, відзначившись 5 забитими голами.
Протягом 2011–2013 років залучався до складу молодіжної збірної Грузії. На молодіжному рівні зіграв у 10 офіційних матчах, забив 2 голи.
5 березня 2014 року дебютував у складі національної збірної Грузії, вийшовши на заміну замість Автанділа Ебралідзе під час перерви в товариському матчі проти Ліхтенштейна. А приблизно через 6 місяців зіграв свій перший офіційний матч у футболці грузинської збірної, проти Шотландії (поразка з рахунком 0:1) в рамках кваліфікації до Євро 2016. 25 березня 2015 року в товариському матчі проти Мальти відзначився дебютним у футболці збірної голом, сталося це на другій доданій до основного часу хвилині, цим голом Валерій встановив остаточний рахунок матчу, 2:0 на користь збірної Грузії. Наразі провів у формі головної команди країни 33 матчі, забивши 8 голів.

## Статистика

### Виступів у клубах
Станом на 11 лютого 2017.
| Клуб                        | Сезон             | Ліга              | Ліга  | Ліга | Кубок | Кубок | Єврокубки | Єврокубки | Інші  | Інші | Загалом | Загалом |
| Клуб                        | Сезон             | Дивізіон          | Матчі | Голи | Матчі | Голи  | Матчі     | Голи      | Матчі | Голи | Матчі   | Голи    |
| --------------------------- | ----------------- | ----------------- | ----- | ---- | ----- | ----- | --------- | --------- | ----- | ---- | ------- | ------- |
| Металург (Руставі) (оренда) | 2009–10           | Ліга Умаглесі     | 2     | 0    | 0     | 0     | —         | —         | —     | —    | 2       | 0       |
| Металург (Руставі) (оренда) | 2010–11           | Ліга Умаглесі     | 7     | 1    | 1     | 0     | —         | —         | 1     | 0    | 9       | 1       |
| Металург (Руставі) (оренда) | Загалом           | Загалом           | 9     | 1    | 1     | 0     | —         | —         | 1     | 0    | 11      | 1       |
| Вітессе                     | 2011–12           | Ередивізі         | 4     | 1    | 0     | 0     | —         | —         | 0     | 0    | 4       | 1       |
| Вітессе                     | 2012–13           | Ередивізі         | 5     | 0    | 1     | 0     | 0         | 0         | —     | —    | 6       | 0       |
| Вітессе                     | 2013–14           | Ередивізі         | 26    | 4    | 3     | 0     | 2         | 0         | 1     | 0    | 32      | 4       |
| Вітессе                     | 2014–15           | Ередивізі         | 33    | 9    | 3     | 1     | —         | —         | 4     | 2    | 40      | 12      |
| Вітессе                     | 2015–16           | Ередивізі         | 33    | 10   | 1     | 0     | 2         | 0         | —     | —    | 36      | 10      |
| Вітессе                     | 2016–17           | Ередивізі         | 3     | 1    | 0     | 0     | —         | —         | —     | —    | 3       | 1       |
| Вітессе                     | Загалом           | Загалом           | 104   | 25   | 8     | 1     | 4         | 0         | 5     | 2    | 121     | 28      |
| Легія (Варшави) (оренда)    | 2016–17           | Екстракляса       | 8     | 0    | 0     | 0     | 3         | 0         | —     | —    | 11      | 0       |
| Загалом у кар'єрі           | Загалом у кар'єрі | Загалом у кар'єрі | 121   | 26   | 9     | 1     | 6         | 0         | 7     | 2    | 143     | 29      |

### Голів за збірну
Голи та рахунок збірної Грузії знаходяться на початку.
| #  | Дата              | Місце                           | Суперник  | Рахунок | Результат | Змагання      |
| -- | ----------------- | ------------------------------- | --------- | ------- | --------- | ------------- |
| 1. | 25 березня 2015   | Михайло Месхі, Тбілісі, Грузія  | Мальта    | 2–0     | 2–0       | Товариський   |
| 2. | 4 вересня 2015    | Борис Пайчадзе, Тбілісі, Грузія | Шотландія | 1–0     | 1–0       | кв. Євро 2016 |
| 3. | 8 жовтня 2015     | Борис Пайчадзе, Тбілісі, Грузія | Гібралтар | 4–0     | 4–0       | кв. Євро 2016 |
| 4. | 12 листопада 2016 | Борис Пайчадзе, Тбілісі, Грузія | Молдова   | 1–0     | 1–1       | кв. ЧС 2018   |

1. ↑  Виступ(и) в Суперкубку Грузії
2. 1 2  Виступ(и) в Лізі Європи
3. ↑  Виступ(и) в Плей-оф за потрапляння до Ліги Європи Ередивізі 2013—2014
4. ↑  Виступ(и) в Плей-оф за потрапляння до Ліги Європи Ередивізі 2014–15
5. ↑  Два матчі в Лізі чемпіонів, один у Лізі Європи

## Досягнення
- Чемпіон Грузії (1):

Олімпі: 2009-10
- Чемпіон Польщі (1):

Легія: 2016-17
- Володар Суперкубка Грузії (1):

Олімпі: 2010